# Canton de Besançon-4
Le canton de Besançon-4 est une circonscription électorale française du département du Doubs créée par le décret du 25 février 2014 et entrée en vigueur lors des élections départementales de 2015.

## Histoire
Un nouveau découpage territorial du Doubs (département) entre en vigueur à l'occasion des élections départementales de mars 2015, défini par le décret du 25 février 2014, en application des lois du 17 mai 2013 (loi organique 2013-402 et loi 2013-403). Les conseillers départementaux sont, à compter de ces élections, élus au scrutin majoritaire binominal mixte. Les électeurs de chaque canton élisent au Conseil départemental, nouvelle appellation du Conseil général, deux membres de sexe différent, qui se présentent en binôme de candidats. Les conseillers départementaux sont élus pour 6 ans au scrutin binominal majoritaire à deux tours, l'accès au second tour nécessitant 12,5 % des inscrits au 1er tour. En outre la totalité des conseillers départementaux est renouvelée. Ce nouveau mode de scrutin nécessite un redécoupage des cantons dont le nombre est divisé par deux avec arrondi à l'unité impaire supérieure si ce nombre n'est pas entier impair, assorti de conditions de seuils minimaux. Dans le Doubs, le nombre de cantons passe ainsi de 35 à 19.
Le canton de Besançon-4 est formé de communes des anciens cantons de Marchaux (4 communes) et de Besançon-Est (3 communes). Le canton est entièrement inclus dans l'arrondissement de Besançon. Le bureau centralisateur est situé à Besançon.

## Représentation
| Période élective | Période élective | Mandat | Mandat   | Identité               | Nuance | Nuance | Qualité                                                              |
| ---------------- | ---------------- | ------ | -------- | ---------------------- | ------ | ------ | -------------------------------------------------------------------- |
| 2015             | 2021             | 2015   | 2021     | Odile Faivre-Petitjean |        | MoDem  | Retraitée de l'enseignement Vice-Présidente du Conseil Départemental |
| 2015             | 2021             | 2015   | 2021     | Alain Loriguet         |        | LR     | Cadre retraité - Maire de Thise (2014-2020)                          |
| 2021             | 2028             | 2021   | en cours | Jeanne Henry           |        | PCF    | Étudiante en sociologie                                              |
| 2021             | 2028             | 2021   | en cours | Georges Ubbiali        |        | DVG    | Enseignant-chercheur, membre du mouvement Ensemble !                 |

### Résultats détaillés

#### Élections de mars 2015
À l'issue du 1er tour des élections départementales de 2015, deux binômes sont en ballottage : Odile Faivre-Petitjean et Alain Loriguet (Union de la Droite, 27,98 %) et Sarti Hong et Lotfi Said (PS, 25,23 %). Le taux de participation est de 49,99 % (10 292 votants sur 20 588 inscrits) contre 52,68 % au niveau départemental et 50,17 % au niveau national.
Au second tour, Odile Faivre-Petitjean et Alain Loriguet (Union de la Droite) sont élus avec 53,62 % des suffrages exprimés et un taux de participation de 49,04 % (4 909 voix pour 10 097 votants et 20 588 inscrits).

#### Élections de juin 2021
Le premier tour des élections départementales de 2021 est marqué par un très faible taux de participation (33,26 % au niveau national). Dans le canton de Besançon-4, ce taux de participation est de 36,28 % (7 343 votants sur 20 242 inscrits) contre 34,1 % au niveau départemental. À l'issue de ce premier tour, deux binômes sont en ballottage : Jeanne Henry et Georges Ubbiali (Union à gauche, 39,92 %) et Odile Faivre-Petitjean et Alain Loriguet (Union au centre et à droite, 24,55 %).
Le second tour des élections est marqué une nouvelle fois par une abstention massive équivalente au premier tour. Les taux de participation sont de 34,3 % au niveau national, 35,83 % dans le département et 39,02 % dans le canton de Besançon-4. Jeanne Henry et Georges Ubbiali (Union à gauche) sont élus avec 51,07 % des suffrages exprimés (3 745 voix pour 7 899 votants et 20 246 inscrits),,.

## Composition
| Nom                              | Code Insee | Intercommunalité            | Superficie (km2) | Population (dernière pop. légale)                 | Densité (hab./km2) | Modifier                                    |
| -------------------------------- | ---------- | --------------------------- | ---------------- | ------------------------------------------------- | ------------------ | ------------------------------------------- |
| Besançon (bureau centralisateur) | 25056      | CU Grand Besançon Métropole | 65,05            | Fraction : 24 967 (2022) Commune : 120 057 (2022) | 1 846              | modifier les données · modifier les données |
| Braillans                        | 25086      | CU Grand Besançon Métropole | 1,95             | 205 (2022)                                        | 105                | modifier les données · modifier les données |
| Chalèze                          | 25111      | CU Grand Besançon Métropole | 5,68             | 375 (2022)                                        | 66                 | modifier les données · modifier les données |
| Chalezeule                       | 25112      | CU Grand Besançon Métropole | 3,94             | 1 326 (2022)                                      | 337                | modifier les données · modifier les données |
| Champoux                         | 25117      | CU Grand Besançon Métropole | 2,98             | 90 (2022)                                         | 30                 | modifier les données · modifier les données |
| Marchaux-Chaudefontaine          | 25368      | CU Grand Besançon Métropole | 16,39            | 1 429 (2022)                                      | 87                 | modifier les données · modifier les données |
| Thise                            | 25560      | CU Grand Besançon Métropole | 8,93             | 2 990 (2022)                                      | 335                | modifier les données · modifier les données |
| Canton de Besançon-4             | 2507       |                             |                  | 31 382 (2022)                                     |                    | modifier les données                        |

Le canton de Besançon-4 comprend à sa création :
1. sept communes entières,
2. la partie de la commune de Besançon située à l'est d'une ligne définie par l'axe des voies et limites suivantes : depuis la limite territoriale de la commune de Chalezeule, cours du Doubs, passerelle Denfert-Rochereau (île Saint-Pierre exclue), avenue du Maréchal-Foch, rue de la Viotte, rue Jeanneney, rue du Chasnot, rue Henri-et-Maurice-Baigue, boulevard Léon-Blum, rue Frédéric-Chopin, rue Charles-Gounod, rue des Fluttes-Agasses, rue de la Famille, rue des Cras, rue du Papillon, rue de Belfort, rue de la Pernotte, avenue de la Vaite, chemin du Vernois, rue Max-Jacob, rue Anne-Frank, rue François-Rein, rue Francis-Carco, jusqu'à la limite territoriale de la commune de Chalezeule.

À la suite de la fusion des communes de Chaudefontaine et Marchaux, le 1er janvier 2018, pour former la commune nouvelle de Marchaux-Chaudefontaine, le canton comprend six communes et une fraction de commune. Ce changement est acté par un arrêté du 7 novembre 2019.

## Démographie
En 2022, le canton comptait 31 382 habitants, en évolution de +2,33 % par rapport à 2016 (Doubs : +1,88 %, France hors Mayotte : +2,11 %).
| 2013   | 2018   | 2022   |
| ------ | ------ | ------ |
| 30 588 | 31 086 | 31 382 |